# Pat Boone
Pat Boone, nome artístico de Charles Eugene Patrick Boone, (Jacksonville, 1.º de junho de 1934), é um ator, cantor e compositor americano. Dono de um estilo suave, que fez dele um dos mais populares intérpretes dos anos 1950. As suas versões de sucessos de Rhythm and blues afro-americanos tiveram um impacto visível no desenvolvimento da ampla popularidade do Rock and roll. É também um ator, um palestrante motivacional, uma personalidade da televisão e um comentarista político conservador. Boone é cristão pentecostal.

## Biografia e Carreira
Nascido em Jacksonville, Florida, Pat Boone costuma dizer que é um descendente direto do pioneiro americano Daniel Boone. Em Nashville, Tennessee, freqüentou a David Lipscomb College e começou a gravar em 1954 pela gravadora Republic Records. A sua versão de "Ain't That a Shame" de Fats Domino, em 1955, foi um grande sucesso. Esta foi a marca do início de sua carreira, focada na regravação de canções de Rythm'n'Blues (originalmente interpretadas por artistas negros) para o público branco. Boone também participou do filme evangelístico "A Cruz e o Punhal", onde interpretou o pregador David Wilkerson.
Seis dos sucessos de Boone eram versões de Rhythm'n'Blues: "Ain't That a Shame" de Fats Domino, "Tutti Frutti" e "Long Tall Sally" de Little Richard, e "At My Front Door (Crazy Little Mama)" do grupo El Dorados. As outras duas versões de R&B era "baladas blues": "I Almost Lost My Mind" de Ivory Joe Hunter e "Chains of Love", um sucesso de Big Joe Turner e, depois, de B. B. King que foram compostas por Ahmet Ertegün. A partir de 1957, Boone concentrou-se na "música de meio de estrada". Apesar disso, continuaria a gravar canções de R&B (como "Two Little Kisses," uma versão "não-alcoólica de "One Mint Julep") e (suas versões de The Capris' song e "There's a Moon Out Tonight".
Em 2003, Pat Boone foi recebido no GMA Gospel Music Hall of Fame.
Em 2009, Boone, um "Birther", afirmou a sua crença de que o presidente Barack Obama é inelegível para servir como o presidente dos Estados Unidos (ver: Teorias conspiratórias sobre a cidadania de Barack Obama). Também alegou que Obama é fluente em árabe e lê o Alcorão em árabe como um menino. Ele também afirmou que Obama "não celebrou quaisquer feriados cristãos na Casa Branca".